# Procedimiento legislativo en Guatemala
Es el conjunto de trámites necesarios para la aprobación de una ley. Es decir, es el procedimiento necesario para la creación de una ley, comprende desde la presentación de la iniciativa de la ley hasta su publicación para  que posteriormente entre en vigencia.
En Guatemala, el proceso o procedimiento legislativo tiene su base legal en los artículos del 174 al 181 de la Constitución Política de la República y la Ley Orgánica del Organismo Legislativo, Decreto Legislativo 63-94 y su reglamento respectivo. Este proceso es de la siguiente forma
Iniciativa de Ley: Consiste en el acto por el cual determinados órganos del Estado someten a consideración del Congreso de la República un proyecto de ley. El artículo 174 de la Constitución establece a los siguientes órganos facultados para hacerlo:
- Los Diputados del Congreso de la República.
- El Organismo Ejecutivo.
- La Corte Suprema de Justicia.
- La Universidad de San Carlos de Guatemala.
- El Tribunal Supremo Electoral.

El artículo 176 de la Constitución establece la presentación.
Los pasos que incluye esta etapa son:
- 1.Presentación de la iniciativa o proyecto de ley (Art. 109 de la Ley Orgánica del Organismo Legislativo).
- 1.1. Redactado en forma de decreto separando la parte considerativa de la dispositiva.
- 1.2. Acompañado de estudios técnicos y documentos.
- 1.3. Por escrito y en forma digital.
- 1.4. Se presenta a la Dirección Legislativa.
- 2. La Dirección Legislativa le da lectura a la exposición de motivos ante el Pleno Legislativo.
- 3. El Pleno Legislativo remite el proyecto o iniciativa de ley a la Comisión de Trabajo respectiva.
- 4. La Comisión de Trabajo estudia el proyecto o iniciativa de ley.
- 4.1. La comisión puede proponer enmiendas.
- 4.2. La comisión da su dictamen que puede ser favorable o desfavorable.
- 5. La comisión retorna el proyecto con dictamen y enmienda a la Dirección Legislativa en 45 días.
- 6. Difusión del proyecto o iniciativa de ley.

Discusión: Deliberación por el Pleno del Congreso en tres sesiones en distintos días. Establecido en el artículo 176 de la Constitución.
Los pasos que incluye esta etapa son:
- 7. Discusión del proyecto o iniciativa de ley: La discusión de proyecto o iniciativa de ley se lleva a cabo en tres debates:

- Primer y Segundo Debate: Se discute en términos generales la importancia y constitucionalidad del proyecto o iniciativa de ley.
- Tercer Debate: Se da la votación para determinar si se conoce artículo por artículo.

- 8. Aprobación por artículos.
- 9. Aprobación de la redacción final.

Aprobación: Lo hace la Junta Directiva del Congreso, con un plazo de 10 días para enviarlo al Ejecutivo para su sanción. Lo establece el artículo 177 de la Constitución.
Los pasos que incluye esta etapa son:
- 10. Remisión del decreto al Organismo Ejecutivo dentro de los 10 días de su remisión de la aprobación de la redacción final.

Sanción: Aceptación por el Ejecutivo. Se da luego de la aprobación. Plazo 15 días previo acuerdo de Consejo de Ministros y este puede devolverlo al Congreso con observaciones. esta facultad no es absoluta cuando se da el desacuerdo de dos ministros. Lo establece el artículo 177 de la Constitución. Además deben observarse también los artículos 178 y 179. 
Los pasos que incluye son:
- 11. Sanción: Es la aceptación que hace el Presidente de un decreto aprobado el Congreso. Se hace dentro de los 15 días después de enviado el decreto. La Sanción puede ser: Expresa o Tácita.

Tácita: Si transcurre el plazo y el Ejecutivo no devuelve el decreto, o no lo sanciona, o lo veta.
Veto: En este caso se considera sancionado el decreto en forma tácita.
Publicación: Dar a conocer la ley a quienes deban cumplirla. Los establece la Constitución en sus artículos 177 y 179.
- 12. Promulgación: Es la orden solemne emitida por el Presidente de la República o en su defecto por el Congreso de que sea cumplida una ley en el país.
- 13. Publicación: Es la que se realiza en el Diario Oficial de Centro América para poder dar a conocer a la población la ley que entrará en vigencia.
- 14. Vacatio Legis: Es el período que se da entre la publicación y la fecha en que entra en vigencia la ley, y que tiene por objeto que la población de Guatemala pueda leer la ley para que puedan saber de que se trata y así poder prepararse para su cumplimiento.

Vigencia: Ocho días después de su publicación en el diario oficial a menos que la ley restrinja el plazo. Lo establece el artículo 180 de la Constitución.
15. Vigencia de la Ley: Es la vida de una ley la cual puede ser determinada o indeterminada. Es cuando la ley se vuelve aplicable, esto sucede ocho días después de su publicación o cuando lo establezca la misma ley.